# Josep Maria Junoy i Muns
Josep Maria Junoy i Muns (Barcellona, 1887 – 1955) è stato un giornalista, poeta e fumettista spagnolo, fratello di Emili Junoy e Gelabert.
Quando era più giovane viveva a Parigi, dove lavorava come venditore di libri e dalla pittura. Ha fatto disegni di dogane, denunce anticlericali e sociali a Papitu (1908-1910). Influenzato da Apollinaire, fu anche uno degli introduttori della poesia d'avanguardia in Catalogna e diresse la rivista d'avanguardia Troços. Ha collaborato anche a La Publicitat, La Veu de Catalunya, Vell i Nou, La Nova Magazine e El Mati, di cui è stato fondatore e direttore. Ha inoltre collaborato con Iberia's Allied Magazine.

## Opere

### Poesia
- Poema a Guynemer (1915)
- Poemes i cal·ligrames (1920)
- Amour et Paysage (1920)
- Fin de paisaje. Doce Haikais de Occidente. (1941) (Con dibujos de Ramón de Capmany)
- Obra poètica (Quaderns Crema, 1984). Estudio y edición de Jaume Vallcorba.
- Obra poética (Acantilado, 2010). Estudio y edición de Jaume Vallcorba. Traducción de los poemas por Andrés Sánchez Robayna.

### Critica d'arte
- Arte y artistas (1912)
- Conferències de combat (1923)
- Els drets i els deures de la joventut (1924)
- Crear un públic (1925)
- El gris i el cadmi (1926)
- Marginàlia diversa (1928)
- La pintura catalana contemporània (1931)
- L'actualitat artística (1931)
- Elogio del arte español (1942)
- Los oficios artísticos (1945)
- Orígenes del arte (1945)
- Panorama de la pintura española (1947)